# Manuel Friedrich
Manuel Friedrich (født 13. september 1979 i Bad Kreuznach, Vesttyskland) er en tysk fodboldspiller, der spillede som forsvarsspiller for blandt andet Mainz 05, Bayer Leverkusen og Werder Bremen.

## Landshold
Friedrich nåede at spille 9 kampe for Tysklands landshold, som han debuterede for den 16. august 2006 i en venskabskamp mod Sverige.